# 코프볼
코프볼(네덜란드어: Korfball)은 바구니에 공을 넣는 것을 겨루는 스포츠 경기이다. 농구와 달리 바구니 뒤에 판이 설치되지 않은 폴을 사용한다. 주로 이 스포츠가 발명된 네덜란드에서 이루어지고 있다. 남녀 각각 4명씩 총 8명이 한 팀으로 같은 코트에 들어가 경기한다. 1920년 하계 올림픽과 1928년 하계 올림픽에서 공개 경기로 진행됐다. 세계 선수권은 1978년부터 4년마다 개최되고있다. 월드 게임은 제 2회 대회 (1985년)부터 실시되고 있다.
코프볼은 네트볼 및 농구와 유사한 구기 스포츠이다. 각 팀에 여자 선수 4명, 남자 선수 4명으로 구성된 8명의 선수로 구성된 두 팀이 경기를 펼친다. 목표는 3.5m(11.5피트) 높이의 장대에 설치된 그물 없는 바구니에 공을 던지는 것이다.
이 스포츠는 1902년 네덜란드 학교 교사인 니코 브로쿠이센(Nico Broekhuysen)에 의해 발명되었다. 네덜란드에는 약 500개의 클럽이 있고 90,000명 이상의 사람들이 코프볼을 하고 있다. 이 스포츠는 벨기에, 대만 및 거의 70개 국가에서도 진행된다.